# Wild Gals of the Naked West
Wild Gals of the Naked West è un film del 1961 diretto da Russ Meyer.
È per la maggior parte senza dialoghi, con suoni e rumori in sottofondo come in un cartone animato. Il film lasciò perplessi sia la critica, sia il pubblico abituale di Meyer. Insieme ai softcore Django nudo (1968) di Byron Mabe, Vergini indiane per il Totem del sesso (1969) di Ed Forsyth e i film pornografici A Dirty Western (1975) di Joseph F. Robertson e Sweet Savage - Dolce selvaggia (1979) di Ann Perry, è uno dei primi e pochi film erotici e porno ambientati nel Far West.

## Trama
Nel selvaggio West un gruppo di bari e ubriaconi si sparano senza colpirsi mai, in infiniti duelli dove, quando le munizioni sono esaurite, si va avanti a colpi di cazzotti. Il posto è tanto selvaggio che circola anche King Kong, gli indiani hanno il bazooka, le ballerine accalappiano gli uomini al lazo, e le donne perbene vengono portate via di peso.
In questo posto selvaggio arriva lo "Straniero", che rifiuta le avances delle ballerine e non accetta i duelli con gli uomini. Per questo viene cacciato a calci dal paese. L'uomo torna armato fino ai denti, deciso a riportare l'ordine, con una pistola dalla canna lunga un metro. Riesce a sistemare i cattivi, fuma il calumet della pace con gli indiani e cede alle lusinghe della bella del paese.